# الشيطانة الصغيرة (فلم)
الشيطانة الصغيرة فيلم مصري تم إنتاجه عام 1958، من إخراج حسن الإمام وبطولة سميرة أحمد وأحمد رمزي.

## تمثيل
- سميرة أحمد
- أحمد رمزي
- رجاء يوسف
- آمال فريد
- محمود المليجي
- حسين رياض
- أمينة رزق
- يوسف فخر الدين
- زينات صدقي

## روابط خارجية
- مقالات تستعمل روابط فنية بلا صلة مع ويكي بيانات